# Dublin City (circonscription britannique)
Pour les articles homonymes, voir Dublin.
Dublin City est une circonscription électorale du Royaume-Uni de Grande-Bretagne et d'Irlande, de 1807 à 1885. Elle comprend la ville de Dublin, dans le comté du même nom. 
En 1885, la circonscription est divisée en quatre circonscriptions : Dublin College Green, Dublin Harbour, Dublin St Stephen's Green et Dublin St Patrick's.